# Rat Terrier
Der Rat Terrier ist eine vom American Kennel Club anerkannte Hunderasse aus den USA. Von der FCI ist die Rasse nicht anerkannt.

## Herkunft und Geschichtliches
Ab 1820 wurde in England begonnen, Glatthaar-Foxterrier und Manchester Terrier für den Rattenpit zu züchten. Es ging hier darum, während einer festgelegten Zeit die meisten Ratten zu töten. 1890 kamen sie in die USA, sie hatten noch immer die Originalfarbe Schwarz mit Loh. Den Namen erhielt die Rasse von Teddy Roosevelt, dessen Lieblingshunde sie waren. In Folge nahmen sich auch Züchter der Rasse an und kreuzten wieder Glatthaar-Foxterrier mit ein, worauf die Dominanz der Farbe Weiß entstand. Weiter eingekreuzt wurden Beagle und Whippets. Der Rat Terrier wurde auf amerikanischen Farmen als Rattler, also als Rattenvernichter, gehalten. Zwischen 1910 und 1920 war er einer der verbreitetsten Farmhunde in den USA.

## Beschreibung
Die Fellfarbe der Hunde ist vorwiegend weiß, mit schwarzen und braunen Platten und erinnert an die Fellfarbe des Parson Russell Terriers. Im Vergleich zum Parson Russell Terrier ist der Rat Terrier dünnknochiger und hat einen feineren Kopf. Seine Ohren stehen in der Regel aufrecht nach oben. Sein Charakter kann als anhänglich, intelligent und lebendig beschrieben werden. Außerdem ist er wissbegierig und möchte gefallen, was ein Training erleichtert.

## Verwendung
Der Rat Terrier ist auch heute noch ein fleißiger Helfer auf der Farm und wird zunehmend als reiner Familienhund gehalten.